# Полсборо (Њу Џерзи)
Полсборо (енгл. Paulsboro) град је у америчкој савезној држави Њу Џерзи.

## Демографија
По попису из 2010. године број становника је 6.097, што је 63 (-1,0%) становника мање него 2000. године.
| Група             | 2000.         | 2010.         |
| Белци             | 3.799 (61,7%) | 3.098 (50,8%) |
| Афроамериканци    | 1.949 (31,6%) | 2.239 (36,7%) |
| Азијати           | 20 (0,3%)     | 43 (0,7%)     |
| Хиспаноамериканци | 268 (4,4%)    | 542 (8,9%)    |
| Укупно            | 6.160         | 6.097         |